# Grote schubmieren
Grote schubmieren (Formica) vormen een geslacht van mieren (Formicidae) uit de onderfamilie van de schubmieren (Formicinae). Grote schubmieren worden ook wel bosmieren of roofmieren genoemd. 

## Leefwijze
Grote schubmieren hebben de gewoonte om volkeren van ander miersoorten als "slaven" te houden. 

## Verspreiding en leefgebied
Het meest bekend in Europa is de behaarde bosmier (Formica rufa).
Wereldwijd zijn er meer dan 290 soorten. In Nederland zijn 13 soorten bekend.

## Lijst van soorten in Nederland
- Formica clara (duinbaardmier)
- Formica cunicularia (bruine baardmier)
- Formica exsecta (gewone satermier)
- Formica fusca (grauwzwarte mier)
- Formica lemani
- Formica polyctena (kale bosmier)
- Formica pratensis (zwartrugbosmier)
- Formica pressilabris (deuklipsatermier)
- Formica rufa (behaarde bosmier)
- Formica rufibarbis (rode baardmier)
- Formica sanguinea (bloedrode roofmier)
- Formica transkaucasica (veenmier)
- Formica truncorum  (stronkmier)

## Soorten
- Formica abdominalis Latreille, 1802
- Formica accreta Francoeur, 1973
- Formica acuminata
- Formica adamsi Wheeler, W.M., 1909
- Formica adelungi Forel, 1904
- Formica aegyptiaca Fabricius, 1775
- Formica aemula
- Formica aequalis Walker, 1871
- Formica aerata Francoeur, 1973
- Formica aethiops
- Formica affinis Leach, 1825
- Formica albipennis Fabricius, 1793
- Formica alpina
- Formica alsatica
- Formica altayensis Xia & Zheng, 1997
- Formica altipetens Wheeler, W.M., 1913
- Formica amyoti Le Guillou, 1842
- Formica angustata
- Formica anatolica Seifert & Schultz, 2009
- Formica animosa Forskål, 1775
- Formica antiqua
- Formica approximans Wheeler, W.M., 1933
- Formica aquilonia Yarrow, 1955
- Formica arcana
- Formica archboldi Smith, M.R., 1944
- Formica arenicola Buckley, 1866
- Formica argentea Wheeler, W.M., 1912
- Formica aserva Forel, 1901
- Formica aseta Chang & He, 2002
- Formica atavina
- Formica aterrima Cresson, 1865
- Formica atra
- Formica atra Schilling Schilling, 1839
- Formica auxillacensis
- Formica axillaris
- Formica balcanica
- Formica balcanina
- Formica baltica
- Formica bauckhorni
- Formica beijingensis Wu, 1990
- Formica bicolor Leach, 1825
- Formica bihamata
- Formica biophilica Trager, 2007
- Formica bradleyi Wheeler, W.M., 1913
- Formica breviscapa Chang & He, 2002
- Formica browni Francoeur, 1973
- Formica bruni Kutter, 1967
- Formica brunneonitida
- Formica buphthalma
- Formica californica (Creighton, 1950)
- Formica calviceps Cole, 1954
- Formica canadensis Santschi, 1914
- Formica candida Smith, F., 1878
- Formica cantalica
- Formica capito
- Formica castanea
- Formica ceps
- Formica chufejif Forskål, 1775
- Formica ciliata Mayr, 1886
- Formica cinerea Mayr, 1853
- Formica cinereofusca Karavaiev, 1929
- Formica clara Forel, 1886
- Formica clarissima Emery, 1925
- Formica clymene
- Formica cockerelli
- Formica coloradensis Creighton, 1940
- Formica comata Wheeler, W.M., 1909
- Formica conica Fabricius, 1798
- Formica connecticutensis Buckley, 1866
- Formica corsica Seifert, 2002
- Formica creightoni Buren, 1968
- Formica criniventris Wheeler, W.M., 1912
- Formica cunicularia glauca
- Formica cunicularia Latreille, 1798 (Bruine baardmier)
- Formica curiosa Creighton, 1935
- Formica dachaidanensis Chang & He, 2002
- Formica dakotensis Emery, 1893
- Formica decipiens Bondroit, 1918
- Formica delinghaensis Chang & He, 2002
- Formica demersa
- Formica densiventris Viereck, 1903
- Formica didyma Fabricius, 1782
- Formica difficilis Emery, 1893
- Formica dirksi Wing, 1949
- Formica dislocata Say, 1836
- Formica dlusskyi
- Formica dolosa Buren, 1944
- Formica dryas
- Formica dusmeti Emery, 1909
- Formica elevata Fabricius, 1782
- Formica elongata Fabricius, 1787
- Formica emeryi Wheeler, W.M., 1913
- Formica eoptera
- Formica exsecta Nylander, 1846 (Gewone satermier)
- Formica exsectoides Forel, 1886
- Formica exsectorubens Ruzsky, 1905
- Formica fallax
- Formica fatale Christ, 1791
- Formica fennica Seifert, 2000
- Formica ferocula Wheeler, W.M., 1913
- Formica flori
- Formica foetens Olivier, 1792
- Formica foreli Bondroit, 1918
- Formica foreliana Wheeler, W.M., 1913
- Formica forsslundi Lohmander, 1949
- Formica fossaceps Buren, 1942
- Formica fossilabris
- Formica fragilis
- Formica francoeuri Bolton, 1995
- Formica frontalis Santschi, 1919
- Formica fukaii Wheeler, W.M., 1914
- Formica fuliginothorax Blacker, 1992
- Formica fusca Linnaeus, 1758 (Grauwzwarte mier)
- Formica fuscescens Gmelin, 1790
- Formica fuscicauda Motschoulsky, 1863
- Formica fuscipes
- Formica fuscocinerea Forel, 1874
- Formica gagates Latreille, 1798
- Formica gagatoides Ruzsky, 1904
- Formica georgica Seifert, 2002
- Formica gerardi
- Formica gibbosa
- Formica glabra Gmelin, 1790
- Formica glabridorsis Santschi, 1925
- Formica glacialis Wheeler, W.M., 1908
- Formica glauca Ruzsky, 1896
- Formica globiventris
- Formica gnava Buckley, 1866
- Formica goesswaldi
- Formica gracilis
- Formica grandis
- Formica gravelyi Mukerjee, 1930
- Formica gravida
- Formica gynocrates Snelling, R.R. & Buren, 1985
- Formica hayashi Terayama & Hashimoto, 1996
- Formica hemipsila
- Formica herculanea
- Formica heteroptera
- Formica hewitti Wheeler, W.M., 1917
- Formica hirta Gravenhorst, 1807
- Formica horrida
- Formica imitans
- Formica immersa
- Formica impexa Wheeler, W.M., 1905
- Formica incerta Buren, 1944
- Formica incisa Smith, F., 1858
- Formica indianensis Cole, 1940
- Formica inequalis Lowne, 1865
- Formica insultans Forskål, 1775
- Formica integra Nylander, 1856
- Formica integroides Wheeler, W.M., 1913
- Formica intermedia
- Formica japonica Motschoulsky, 1866
- Formica kashmirica Stärcke, 1935
- Formica knighti Buren, 1944
- Formica kollari
- Formica kozlovi Dlussky, 1965
- Formica kupyanskayae Bolton, 1995
- Formica laeviceps Creighton, 1940
- Formica lasiodes
- Formica lasioides Emery, 1893
- Formica lateralis
- Formica latinodosa
- Formica lavateri
- Formica lefrancoisi
- Formica lemani Bondroit, 1917
- Formica lepida Wheeler, W.M., 1913
- Formica ligniperda
- Formica limata Wheeler, W.M., 1913
- Formica lincecumii Buckley, 1866
- Formica liogaster Chang & He, 2002
- Formica liopthalma Chang & He, 2002
- Formica litoralis Kuznetsov-Ugamsky, 1926
- Formica longicollis
- Formica longipes
- Formica longipilosa Francoeur, 1973
- Formica longiventris
- Formica lucida
- Formica lugubris Zetterstedt, 1838
- Formica lusatica
- Formica lutea Duméril, 1860
- Formica luteola
- Formica macrocephala
- Formica macrognatha
- Formica macrophthalma
- Formica maculata Geoffroy, 1785
- Formica maculipennis
- Formica malabarica Schrank, 1837
- Formica maligna Forskål, 1775
- Formica manchu Wheeler, W.M., 1929
- Formica manni Wheeler, W.M., 1913
- Formica marcida
- Formica marginata
- Formica martynovi
- Formica maxillosa Fabricius, 1775
- Formica melanogastes
- Formica melanophthalma Reich, 1793
- Formica melanopis Gmelin, 1790
- Formica merula
- Formica mesasiatica Dlussky, 1964
- Formica microgyna Wheeler, W.M., 1903
- Formica microphthalma Francoeur, 1973
- Formica militaris
- Formica miniocca Chang & He, 2002
- Formica minuta Lowne, 1865
- Formica moki Wheeler, W.M., 1906
- Formica molestans Latreille, 1802
- Formica montana Wheeler, W.M., 1910
- Formica montaniformis Kuznetsov-Ugamsky, 1929
- Formica montivaga Santschi, 1928
- Formica morsei Wheeler, W.M., 1906
- Formica mucescens Wheeler, W.M., 1913
- Formica naefi
- Formica nana Latreille, 1802
- Formica nemoralis
- Formica neoclara Emery, 1893
- Formica neogagates Viereck, 1903
- Formica neorufibarbis Emery, 1893
- Formica nepticula Wheeler, W.M., 1905
- Formica nevadensis Wheeler, W.M., 1904
- Formica nigra
- Formica nigricans
- Formica nigrita
- Formica nigropratensis Betrem, 1962
- Formica nitida Razoumowsky, 1789
- Formica nitidiventris
- Formica nortonii Buckley, 1866
- Formica novaeanglae Buckley, 1866
- Formica novaeboracensis
- Formica oblita
- Formica obscuripes Forel, 1886
- Formica obscuriventris Mayr, 1870
- Formica obsidiana Emery, 1923
- Formica obsoleta Linnaeus, 1758
- Formica obtecta
- Formica obtusopilosa Emery, 1893
- Formica obvoluta
- Formica occidentalis Buckley, 1866
- Formica occulta Francoeur, 1973
- Formica ocella
- Formica oculata
- Formica omnivora Linnaeus, 1758
- Formica opaciventris Emery, 1893
- Formica ophthalmica
- Formica orangea Seifert & Schultz, 2009
- Formica orbata
- Formica oreas Wheeler, W.M., 1903
- Formica oregonensis Cole, 1938
- Formica ovata Reich, 1793
- Formica pachucana Francoeur, 1973
- Formica pacifica Francoeur, 1973
- Formica pallidefulva Latreille, 1802
- Formica pallidelutea Latreille, 1802
- Formica pallidifulva
- Formica pallidinervis
- Formica pallipes Latreille, 1787
- Formica pamirica Dlussky, 1965
- Formica paralugubris Seifert, 1996
- Formica parvula
- Formica pergandei Emery, 1893
- Formica perpilosa Wheeler, W.M., 1913
- Formica persica Seifert & Schultz, 2009
- Formica phaethusa
- Formica phyllophila Jerdon, 1851
- Formica picea Nylander, 1846 (Veenmier)
- Formica picipes Reich, 1793
- Formica pilicornis
- Formica pisarskii Dlussky, 1964
- Formica pitoni
- Formica planipilis Creighton, 1940
- Formica podzolica Francoeur, 1973
- Formica politurata Buckley, 1866
- Formica polyctena Förster, 1850 (Kale bosmier)
- Formica postoculata Kennedy & Dennis, 1937
- Formica pratensis Retzius, 1783 (Zwartrugbosmier)
- Formica pressilabris Nylander, 1846 (Deuklipsatermier)
- Formica primitiva
- Formica primordialis
- Formica procera
- Formica prociliata Kennedy & Dennis, 1937
- Formica propatula Francoeur, 1973
- Formica propinqua Creighton, 1940
- Formica pruinosa
- Formica puberula Emery, 1893
- Formica pubescens
- Formica pulchella
- Formica pulla Francoeur, 1973
- Formica pumila
- Formica pusilla De Geer, 1773
- Formica pyrenaea Bondroit, 1918
- Formica quadrata
- Formica quadrinotata Losana, 1834
- Formica querquetulana Kennedy & Dennis, 1937
- Formica ravida Creighton, 1940
- Formica rediana Leach, 1825
- Formica reflexa Buren, 1942
- Formica retecta Francoeur, 1973
- Formica robusta
- Formica rostrata Fabricius, 1787
- Formica rubescens Leach, 1825
- Formica rubicunda Emery, 1893
- Formica rufa Linnaeus, 1761 (Behaarde bosmier)
- Formica rufibarbis Fabricius, 1793 (Rode baardmier)
- Formica ruficeps Motschoulsky, 1863
- Formica ruficornis Gmelin, 1790
- Formica rufolucida Collingwood, 1962
- Formica rufomaculata
- Formica rupestris Leach, 1825
- Formica saccharivora Linnaeus, 1758
- Formica sanguinea Latreille, 1798 (Bloedrode roofmier)
- Formica saxicola Buckley, 1866
- Formica schardj Forskål, 1775
- Formica schaufussi
- Formica scitula Wheeler, W.M., 1913
- Formica selysi Bondroit, 1918
- Formica sentschuensis Ruzsky, 1915
- Formica sepulta
- Formica serresi
- Formica seuberti
- Formica siamicarubra Christ, 1791
- Formica sibylla Wheeler, W.M., 1913
- Formica sinae
- Formica sinensis Wheeler, W.M., 1913
- Formica smaragdina
- Formica spatulata Buren, 1944
- Formica stenoptera Foerster, 1850
- Formica strangulata
- Formica strenua
- Formica subaenescens Emery, 1893
- Formica subcyanea Wheeler, W.M., 1913
- Formica subelongata Francoeur, 1973
- Formica subintegra Wheeler, W.M., 1908
- Formica subnitens Creighton, 1940
- Formica subnuda
- Formica subpicea Motschoulsky, 1863
- Formica subpilosa Ruzsky, 1902
- Formica subpolita Mayr, 1886
- Formica subrufa
- Formica subsericea Say, 1836
- Formica subspinosa Buckley, 1866
- Formica suecica Adlerz, 1902
- Formica surinamensis
- Formica talbotae Wilson, 1977
- Formica tarimica Seifert & Schultz, 2009
- Formica tenuissima Buckley, 1866
- Formica testacea Gmelin, 1790
- Formica testaceipes Leach, 1825
- Formica thoracica Olivier, 1792
- Formica tianshanica Seifert & Schultz, 2009
- Formica tomentosa Reich, 1793
- Formica torrentium
- Formica transkaucasica Nasonov, 1889
- Formica transmontanis Francoeur, 1973
- Formica triangularis Say, 1836
- Formica trigona
- Formica tripartita
- Formica truncata
- Formica truncorum Fabricius, 1804 (Stronkmier)
- Formica ulkei Emery, 1893
- Formica ungeri
- Formica uralensis Ruzsky, 1895
- Formica uralensis Ruzsky, 1895
- Formica vaga
- Formica vagans Fabricius, 1793
- Formica venosa Gmelin, 1790
- Formica villiscapa Chang & He, 2002
- Formica vinculans Wheeler, W.M., 1913
- Formica virginiana Buckley, 1866
- Formica volgensis Ruzsky, 1914
- Formica wheeleri 
  - Formica wheeleri Creighton Creighton, 1935
  - Formica wheeleri Stitz Stitz, 1939
- Formica whymperi
- Formica wongi Wu, 1990
- Formica xerophila Smith, M.R., 1939
- Formica yessensis Wheeler, W.M., 1913
- Formica yoshiokae Wheeler, W.M., 1933